# Sphingicampa cananche
Sphingicampa cananche is een vlinder uit de familie van de nachtpauwogen (Saturniidae). De wetenschappelijke naam van de soort werd voor het eerst geldig gepubliceerd in 1927 door Eugène Louis Bouvier.